# Nicole Wötzel
Nicole Wötzel (* 18. Dezember 1989 in Stollberg/Erzgeb.) ist eine ehemalige deutsche Biathletin. 
Seit dem Frühjahr 2003 betreibt sie Biathlon. Erste Erfolge feierte Nicole Wötzel in der Altersklasse 16 mit Platz 2 in der Gesamtwertung des Deutschlandpokals. Bei der Junioren-Weltmeisterschaft 2008 in Ruhpolding wurde sie Zweite im Einzelrennen und gewann in der Staffel mit Janin und Maren Hammerschmidt die Goldmedaille. Im Jahr 2009 bei den Juniorenweltmeisterschaften in Canmore wurde Nicole Wötzel, eigentlich als Ersatzfrau nach Kanada gereist, Juniorenweltmeisterin im Einzel und im Sprint. Im Verfolgungsrennen und mit der deutschen Staffel gewann sie Bronze.
Ihr Wechsel von den Juniorinnen- zu den Erwachsenen-Wettkämpfen erfolgte in der Saison 2008/09, wo sie im September 2008 an der Deutschen Biathlon Meisterschaft in Ruhpolding, in Langdorf, und in Oberhof teilnahm.